# Glycaspis johnsoni
Glycaspis johnsoni är en insektsart som beskrevs av Moore 1970. Glycaspis johnsoni ingår i släktet Glycaspis och familjen rundbladloppor. Inga underarter finns listade i Catalogue of Life.